# Jean-Marie Verselle
Jean-Marie Verselle, né le 12 janvier 1945 à Flixecourt et mort le 1er janvier 1999 à Lausanne, est un comédien, auteur, metteur en scène et chanteur français.

## Biographie

### Premiers pas sur les planches
Jean-Marie Verselle naît le 12 janvier 1945, à Flixecourt, petit village de la Somme, édifié sur les deux coteaux de la Nièvre. Cinquième enfant d’une fratrie qui en compte sept, Jean-Marie s’oriente très vite vers le théâtre en intégrant une troupe d’amateurs composée d’élèves de l’école communale de sa ville natale, près d’Amiens.
Sa première «Première» a lieu à Amiens, en 1958. Jean-Marie a treize ans mais, physiquement, il en paraît déjà cinq de plus. Le hasard a, en outre, voulu que trois semaines avant la date fatidique, un des acteurs se casse une jambe, le rôle très secondaire de Jean-Marie s’est du coup transformé en principal. L’enfant de Picardie n’a pas laissé passer sa chance. Un professeur régional d’Art Dramatique le repère et l’envoie au Centre dramatique de Lyon, où à huit cents kilomètres de chez lui, d’amateur, le voilà semi-pro puis, pro tout court, travaillant deux ans avec Marcel Maréchal.

### Du Théâtre du Soleil au cinéma
En 1966, Jean-Marie Verselle débarque à Paris et collabore avec le Théâtre du Soleil d'Ariane Mnouchkine. En vrac, c’est le temps de La Cuisine, du Songe d’une nuit d’été, des Clowns, pendant les évènements de mai 1968, des spectacles dans les usines occupées ou encore de la pièce 1789.
Arrivent une proposition de Jean-Paul Rappeneau pour Verselle et une autre de Claude Sautet pour son ami Philippe Léotard. Ils sont susceptibles de tourner dans leur prochain film. Un mois de tournage pendant les vacances du théâtre. Mais Ariane Mnouchkine n'est pas favorable à leur projet d'incursion dans le monde du cinéma. Tant pis, ils y vont. Pour Jean-Marie c’est Les Mariés de l'an II (1970) avec Jean-Paul Belmondo et Marlène Jobert; et pour Léotard Max et les Ferrailleurs (1970) avec Romy Schneider et Michel Piccoli. À leur retour, madame Mnouchkine se fâche «Vous êtes content ? Vous avez fait votre film ? Alors, la porte est là …». Exit le Théâtre du Soleil et son ombrageuse directrice.

### La Suisse
Mais la vie d’artiste est faite de croisements. Jean-Marie Verselle participe à une nouvelle création de L'Histoire du soldat, de Charles Ferdinand Ramuz, montée par Pierre-Jean Valentin. La pièce sera donnée au balbutiant Festival de la Cité de Lausanne. L’acteur se fixera dans cette ville à la fin des représentations. Il collabore avec le Théâtre de Vidy sous la direction de Charles Apothéloz avec qui il crée Sur l’alpe.
Côté cinéma, Jean-Marie Verselle fait encore partie de la distribution de RAK (1971) de Charles Belmont et du film Les Petites Fugues (1978) d'Yves Yersin. Pour la télévision, il apparaît dans les productions Le Docteur Erika Werner (1978) avec Leslie Caron, Les Dames de cœur (1979) avec Madeleine Robinson, Odette Laure, Daniel Gélin, Les Blancs Pâturages (1980) avec Claude Titre, La Grotte aux loups (1980) avec Claude Jade et Docteur Sylvestre (1995) avec Jérôme Anger et Maria Pacôme. Au fil des ans, Jean-Marie Verselle multiplie ses activités. On le retrouve le temps de deux revues chez Barnabé à Servion, où il rencontre le pianiste Albert Urfer. Plus tard, il est narrateur pour des documentaires animaliers produits par Richard Attenborough. Il enregistre des feuilletons pour la Radio suisse romande où il officie tous les dimanches matin dans une émission intitulée La Gamberge avec Michel Bory et Richard-Edouard Bernard, dit « Reb ». L’argot y est roi et le lien est tout trouvé pour évoquer une autre passion pour ce Vaudois d’adoption : le cabaret. Il va monter des spectacles de Genève au Havre en passant par Copenhague. Dix ans ou presque de voyage avant le retour en Terre vaudoise en 1989, où le comédien investira les planches et les plateaux de tournage romands. Jean-Marie Verselle meurt prématurément le 1er janvier 1999, à Lausanne.

### En hommage à Jean-Marie Verselle
En 2007, son neveu et filleul Christophe Lawniczak et son épouse, Edith Lawniczak-Durot, aidés d'un collectif familial, créent un blog à la mémoire de Jean-Marie Verselle. Puis, l'année suivante, ils décident de créer une troupe de théâtre amateur qui a pour nom l'Association Jean-Marie Verselle, en hommage à leur oncle, ayant pour but de promouvoir le théâtre amateur dans la Somme. L'Association, située à Guerbigny, est présidée par Christophe Lawniczak et son épouse.

## Filmographie
- 1971 : Les Mariés de l'an II, de Jean-Paul Rappeneau
- 1972 : RAK, de Charles Belmont
- 1976 : L'Île de la raison, d'après Marivaux, d'André Steiger
- 1978 : Le Docteur Erika Werner, de Paul Siegrist
- 1979 : Les Dames de cœur, de Paul Siegrist
- 1979 : Les Petites Fugues, d'Yves Yersin
- 1980 : Les Blancs Pâturages, de Michel Subiela
- 1980 : La Grotte aux loups, de Bernard Toublanc-Michel
- 1981 : L'Ogre de Barbarie de Pierre Matteuzzi
- 1996 : Docteur Sylvestre - Épisode Un esprit clairvoyant, d'Igaal Niddam

## Théâtre
- 1993 : L'Homme qui rit de Victor Hugo, texte établit par François Bourgeat, Mise en scène et décor : Jean-Néville Dubuis spectacle joué environ quarante fois dans toute la Suisse.
- 1966 : Tamerlan de Marlowe (Compagnie du Cothurne), mise en scène Marcel Maréchal
- 1967 : Shakespeare, notre contemporain d'après Jan Kott (Compagnie du Cothurne), mise en scène Marcel Maréchal
- 1966-1967 : La Cuisine d'Arnold Wesker (Théâtre du Soleil), mise en scène Ariane Mnouchkine - Adaptation de Philippe Léotard
- 1967-1968 : Le Songe d'une nuit d'été de William Shakespeare (Théâtre du Soleil), mise en scène Ariane Mnouchkine - Adaptation de Philippe Léotard
- 1968 : L'Arbre Sorcier, Jérôme et la Tortue, histoire créée par les élèves d'une école de Sartrouville (Le Théâtre du Soleil), mise en scène Catherine Dasté
- 1969 : Les Clowns, création collective (Théâtre du Soleil), mise en scène d'Ariane Mnouchkine
- 1970 : 1789, création collective (Le Théâtre du Soleil), mise en scène d'Ariane Mnouchkine
- 1972 : L'Histoire du soldat, de Charles Ferdinand Ramuz, musique d'Igor Stravinsky, mise en scène de Pierre-Jean Valentin, direction musicale par Jost Meier
- 1973 : Protée de Paul Claudel, mise en scène Charles Apothéloz
- 1974 : Ubu roi d'Alfred Jarry, mise en scène Charles Apothéloz
- 1975 : François fauteur de fêtes de Pierre-Laurent Ellenberger, musique de Jean-François Bovard
- 1977 : Sennentuntshi de Hans-Jörg Schneider, mise en scène André Steiger
- 1977 : Sur l'Alpe de Hans-Jörg Schneider, mise en scène Gilbert Divorne
- 1977 : Caligula d'Albert Camus, avec François Germond, mise en scène Gérard Carrat à la Comédie de Genève.
- 1978 : Les Petits Hommes de Jean-Marie Verselle, mise en scène Jean-Marie Verselle
- 1979 : La Mégère apprivoisée d'après Jacques Audiberti, mise en scène Niko Kerkenrath
- 1986 : La Grande Guerre du Sondrebond de Charles-Ferdinand Ramuz, mise en scène Jean-Pierre Canolle
- 1992 : Pièces à lire sous la douche de Pierre Henri Cami, mise en scène Jean-Marie Verselle
- 1993 : Henri IV, le vert galant de Monique Lachère (Théâtre de Carouge), mise en scène Georges Wod
- 1994 : Cagliostro, le comte des ténèbres de Monique Lachère (Théâtre de Carouge), mise en scène Georges Wod
- 1995 : Beaucoup de bruit pour rien de William Shakespeare (Théâtre de Carouge), mise en scène Georges Wod
- 1995 : Turcaret d'Alain-René Lesage (Théâtre de Carouge), mise en scène André Steiger
- 1996 : Les Femmes savantes de Molière (Théâtre de Carouge), mise en scène Georges Wilson
- 1997 : La Fausse Suivante de Marivaux, mise en scène Mauro Bellucci
- 1997 : Œdipe roi de Sophocle (Grange de Dorigny, Lausanne), mise en scène Yves Burnier
- 1998 : Coda de Yvan Farron et Dominique Lehmann (Grange de Dorigny, Lausanne), mise en scène Domenico Carli
- 1998 : Les Caprices de Marianne d'Alfred de Musset (Théâtre Kléber-Méleau), mise en scène Philippe Mentha
- 1998 : La Reine Deirdre de René Zahnd (Grange de Dorigny, Lausanne), mise en scène Domenico Carli

## Discographie
- 1975 : Jean-Marie Verselle chante Aristide Bruant
- 1977 : Verselle chante le vin

## Sources
- Sources biographie, filmographie, discographie, théâtre - Famille Lawniczak - Verselle
- François Marin, « Jean-Marie Verselle », dans le Dictionnaire du théâtre en Suisse en ligne.